# عصمت‌الدوله (دختر ناصرالدین‌شاه)
فاطمه‌خانم عصمت‌الدوله (۱۲۳۲ – ۱۲۸۴ خورشیدی) دختر ناصرالدین‌شاه و خجسته‌خانم تاج‌الدوله و همسر دوستمحمد خان معیرالممالک بود.
عصمت‌الدوله نخستین زن ایرانی بود که نواختن پیانو را آموخت. او را در دوازده سالگی به ازدواج دوست‌محمد معیرالممالک درآوردند. روستایی به نام حسین‌آباد در تملک میرزا آقاسی صدراعظم محمد شاه قاجار بود.  میرزا آقاسی، حسین‌آباد را به ناصرالدین‌شاه هدیه کرد و بعد از مدتی این روستا جزو مهریه عصمت‌الدوله درآمد و نام مهرآباد را بر آن گذاشتند. اما بعدها به مناسبت خرج‌های بی‌رویه دوست‌محمدخان، مهرآباد به گرو رفت و از تملک خاندان معیرالممالک خارج شد و دادخواهی دوستعلی معیری پسر دوست‌محمدخان نیز نزد رضاشاه بی‌فایده بود. فرودگاه بین‌المللی مهرآباد نامش را از نام این روستا گرفته است.

## مشخصات و سرگذشت
فاطمه که به عصمت‌الدوله لقب گرفته‌است، دختر ناصرالدین‌شاه قاجار است که از زنی به نام تاج‌الدوله به سال ۱۲۷۲ هجری قمری به دنیا آمده‌است. مادرش نوه فتحعلی‌شاه قاجار بود و دومین همسر ناصرالدین‌شاه بوده‌است که پس از نشستن بر مسند قدرت به عقد شاه درآمد. او دومین دختر شاه بود که به دنیا آمد و برادری بزرگتر به نام سلطان معین‌الدین میرزا داشت. برادر خردسالش مدتی ولیعهد بود اما در نه سالگی از دنیا رفت.

#### ازدواج
عصمت‌الدوله در سن ده سالگی، با خواستگاری دوستعلی خان معیرالممالک مواجه شد که او را برای پسر ده ساله خود به نام امیر دوست‌محمدخان می‌خواست. شاه به این خواستگاری پاسخ مثبت داد و در سال ۱۲۸۳ هجری قمری، مراسم ازدواج مجللی برپا شد که هفت شب و به نقلی ۱۰ شبانه روز جشن گرفته شد. مراسم عروسی وی بسیار مجلل برگزار شد تا جایی که سالها عروسی آنها نقل محافل عمومی شده بود. در این مراسم مسیر خانه داماد تا خانه عروس، با فرش‌های مجلل، مفرش شده بود و گروه نوازندگانی از کشمیر و افغانستان به این مراسم دعوت شده بودند. یکی از شاهدان در خصوص این مراسم گزارش می‌کند:
شبی که می‌خواستند عصمت‌الدوله را از قصر سلطنت به باغ معیر ببرند از فیلخانه دولتی یک فیل بزرگ آوردند و روپوش مرواریددوزی روی فیل انداختند و حجله مرصعی نیز روی گرده‌اش قرار دادند. قرار شد عروس، یعنی عصمت‌الدوله را سوار فیل کنند اما عصمت‌الدوله که ده دوازده سال بیشتر نداشت می‌ترسید سوار فیل شود…
مهریه او که زمین‌ها منطقه مهرآباد تهران بود نیز از موارد مهم در تاریخ زندگانی اوست و نقل محافل شده بود.

#### فعالیت‌های حرفه‌ای
با آمدن پیانو به ایران در سال ۱۲۸۱ ه‍. ق، دوستعلی‌خان یک دستگاه پیانو در خانه خود تهیه کرد و عصمت‌الدوله با زیرکی، و با وساطت قرار دادن کنیزش به نام تبسم، پیانو را از محمدصادق خان سرورالملک آموخت. با اطلاع شاه از این رویداد، وی از عصمت‌الدوله تقاضا کرد تا شب‌ها در اندرونی برایش پیانو بنوازد. او آموختن پیانو را کمی بعد نزد همسر متس اتریشی ادامه داد. با آمدن مادام کلمانتین از پاریس به ایران در سال ۱۳۰۵، وی نزد او گلدوزی، زبان و پیانو آموخت.
وی نخستین زن قاجار است که به صورت رسمی ۲ کتاب با نام‌های وقایع المان و یادداشت‌هایی از زندگی ناصرالدین شاه نوشت. وی همچنین نخستین زن مجموعه دار دربار در تهران بود که نسخه‌های نادر و نفیسی از کتب خطی، صفحه‌های موزیک، عکس‌ها و دوربین‌های عکسبرداری تهیه کرده بود. عصمت‌الدوله نخستین کسی بود که صدای خود را با دستگاه فونوگراف ضبط کرد. وی میزبانی زنان سفرای خارجی را برعهده داشت و از مناسبات با آنها لذت می‌برد. او مهمانی‌های بسیاری را در غالب محفل زنان در اندرون شاهی برگزار می‌کرد و در آن از بزرگان حکومت دعوت می‌کرد. وی علاوه بر اموال همسرش، املاکی بسیاری داشت. در اینباره آورده‌اند که وی ۱۰۲ باب مغازه در بازار ارسی‌دوزها داشته‌است.

#### مرگ
عصمت‌الدوله در تابستان ۱۳۲۳ قمری بیمار شد و در عمارت سوهانک اقامت گزید. دکتر بازیل سه روز در هفته به ملاقات او می‌آمد و تجویزهای لازم را برای او می‌کرد، اما حال او روز به روز رو به وخامت می‌گذاشت. سرانجام در سوم رجب ۱۳۲۳ قمری در سن ۵۱ سالگی در سوهانک از دنیا رفت. یک روز پس از مرگ او، تشییع با شکوهی از سوهانک به سمت آرامگاه سرقبرآقا برگزار شد. سرانجام جنازهٔ او را در کنار مقبرهٔ پدرش ناصرالدین شاه در حرم عبدالعظیم حسنی به خاک سپردند. پس از مرگ عصمت‌الدوله، دوست‌محمدخان او را حضرت عصمت لقب داد و هرگز ازدواج نکرد. از وی، علاوه بر چندین عکس، یک قطعه صدا ضبط شده نیز باقی مانده‌است که در آن از وضعیت ایران و عقب‌ماندگی آن در مسائل علمی و فناوری گلایه می‌کند.

## همسر و فرزندان
دوست‌محمدخان همسر عصمت الدوله است که به سال ۱۲۸۳ ه‍.ق به عقد هم درآمدند. وی به سال ۱۲۸۸ ه‍.ق لقب پدرش را دریافت کرد و به معیرالممالک ملقب شد. وی همچنین مدتی به حکومت یزد منصوب شد. از تاریخ ولادت اولین فرزند این زوج اطلاعی در دست نیست، اما بر اساس آنچه ناصرالدین شاه در دست‌نویسی نوشته‌است، به سال ۱۲۹۰ از عصمت الدوله فرزند مرده‌ای به دنیا آمد. در سال ۱۲۹۱ در ماه ربیع‌الاول فرزندی برای عصمت الدوله به دنیا آمد که به عصمت‌الملوک نامگذاری شد. در ۲۹ جمادی الثانی ۱۲۹۶ ه‍.ق فرزند چهارم آنان با نام فخر التاج به دنیا آمد.
پس از مرگ مادر دوست محمد خان، وی زن و زندگی را رها کرد و به کربلا و و بعد از آنجا با ثروت هنگفتی که از اموال پدر به دست آورده بود، راهی اروپا شد. تلاش‌های شاه برای جلب نظر دوست‌محمد به ثمر نرسید و وی تمام ثروت پدر را در اروپا به پایان رسانید. وی از همسرش در تهران طلب مال کرد اما شاه دخترش را از فرستادن مال برای او منع کرد. با وضع بد اقتصادی در اروپا، دوست محمد مجبور شد تا به ایران بازگردد. عصمت‌الدوله و مادرش برای وی نزد شاه وساطت کردند تا در حمایت شاه به ایران بازگردد و در نهایت بازگشت.
عصمت‌الدوله از معیرالممالک صاحب چهار فرزند شد:
1. عصمت‌الملوک معیری، همسر میرزا حسن مستوفی‌الممالک
2. دوستعلی معیری
3. فخر التاج معیری
4. دوست‌محمدخان اعتصام‌الدوله